# Mistrovství světa v ledním hokeji 1972
39. mistrovství světa  a 50. mistrovství Evropy v ledním hokeji probíhalo ve dnech 7. – 22. dubna 1972 v Praze v Československu.
Turnaje se zúčastnilo 20 mužstev, rozdělených do tří výkonnostních skupin. Ve skupině A se hrálo dvoukolově, v ostatních skupinách jednokolově.
Počínaje tímto MS je šampionát oddělený od olympijských her. Takže v roce olympiády se bude konat i mistrovství světa, mimo roky 1980, 1984 a 1988, kdy se MS nekonalo, platí tento systém doposud (2022).
Předcházejících devět mistrovství(1963-1971) vyhrál Sovětský svaz, až pražský šampionát přerušil jejich rekordní sérii. Stalo se tak po urputných bojích, z nichž vyšli vítězně českoslovenští hokejisté, kteří tak po třiadvaceti letech získali v pořadí třetí titul mistrů světa.

## Výsledky a tabulky
| 39. | Mistrovství světa | TCH  | URS  | SWE   | FIN   | GER   | SUI   | V | R | P | Skóre | B  |
| 1.  | ČSSR              | ***  | 3:3* | 4:1*  | 5:3*  | 8:1*  | 19:1* | 9 | 1 | 0 | 72:16 | 19 |
| 2.  | SSSR              | 2:3  | ***  | 11:2* | 10:2* | 11:0* | 10:2* | 7 | 2 | 1 | 78:17 | 16 |
| 3.  | Švédsko           | 0:2  | 3:3  | ***   | 2:1*  | 10:0* | 12:1* | 5 | 1 | 4 | 49:33 | 11 |
| 4.  | Finsko            | 2:8  | 2:7  | 5:4   | ***   | 8:5*  | 2:3*  | 4 | 0 | 6 | 47:48 | 8  |
| 5.  | SRN               | 1:8  | 0:7  | 1:7   | 3:13  | ***   | 6:3*  | 2 | 0 | 8 | 21:76 | 4  |
| 6.  | Švýcarsko         | 2:12 | 0:14 | 5:8   | 1:9   | 1:4   | ***   | 1 | 0 | 9 | 19:96 | 2  |

- s hvězdičkou = 1. kolo.

| 50. | Mistrovství Evropy | TCH  | URS  | SWE   | FIN   | GER   | SUI   | V | R | P | Skóre | B  |
| 1.  | ČSSR               | ***  | 3:3* | 4:1*  | 5:3*  | 8:1*  | 19:1* | 9 | 1 | 0 | 72:16 | 19 |
| 2.  | SSSR               | 2:3  | ***  | 11:2* | 10:2* | 11:0* | 10:2* | 7 | 2 | 1 | 78:17 | 16 |
| 3.  | Švédsko            | 0:2  | 3:3  | ***   | 2:1*  | 10:0* | 12:1* | 5 | 1 | 4 | 49:33 | 11 |
| 4.  | Finsko             | 2:8  | 2:7  | 5:4   | ***   | 8:5*  | 2:3*  | 4 | 0 | 6 | 47:48 | 8  |
| 5.  | SRN                | 1:8  | 0:7  | 1:7   | 3:13  | ***   | 6:3*  | 2 | 0 | 8 | 21:76 | 4  |
| 6.  | Švýcarsko          | 2:12 | 0:14 | 5:8   | 1:9   | 1:4   | ***   | 1 | 0 | 9 | 19:96 | 2  |

- s hvězdičkou = 1. kolo.

 Československo –  Švýcarsko	19:1 (5:0, 8:0. 6:1)
7. dubna 1972 (17:00) – Praha (Sportovní hala ČSTV)

Branky a nahrávky Československa: 12:11 Jan Klapáč(Jiří Holík, Jaroslav Holík), 15:52 Jaroslav Holík, 16:06 Václav Nedomanský (Milan Kužela), 17:30 Vladimír Martinec (Ivan Hlinka), 19:40 Václav Nedomanský (Rudolf Tajcnár), 20:18 Jaroslav Holík (Oldřich Machač), 22:55 Václav Nedomanský, 27:57 Július Haas (Milan Kužela), 29:19 Jiří Holík (Jaroslav Holík), 30:46 Václav Nedomanský, 33:21 Ivan Hlinka (Jiří Bubla), 34:49 Július Haas (Václav Nedomanský), 35:05 Július Haas (Václav Nedomanský), 47:21 Ivan Hlinka (Bohuslav Šťastný, Jiří Bubla), 49:36 Bohuslav Šťastný (Vladimír Martinec, Ivan Hlinka), 50:23 Jiří Holík (Jaroslav Holík), 54:05 Rudolf Tajcnár (Július Haas), 56:22 Jiří Holík (Jan Klapáč), 56:28 Jiří Kochta (Václav Nedomanský).

Branky Švýcarska: 55:27 Gérard Dübi.

Rozhodčí: Bernie Haley (CAN), Lars Tegner (SWE)

Vyloučení: 3:7 (4:0)

Diváků: 10 079
ČSSR: Jiří Holeček – Oldřich Machač, František Pospíšil, Milan Kužela, Rudolf Tajcnár, Jiří Bubla, Josef Horešovský – Jan Klapáč, Jaroslav Holík, Jiří Holík – Jiří Kochta, Václav Nedomanský, Július Haas – Vladimír Martinec, Ivan Hlinka, Bohuslav Šťastný.
Švýcarsko: Gérald Rigolet – René Huguenin, Peter Aeschlimann, Marcel Sgualdo, Gaston Furrer, Charles Henzen, Robert Chappot – Gérard Dübi, Michel Türler, Francis Reinhardt – Heini Jenni, René Berra, Guy Dubois – Hans Keller, Paul Probst, Ueli Lüthi.
 SSSR –  SRN 	11:0 (3:0, 3:0, 5:0)
7. dubna 1972 (20:30) – Praha (Sportovní hala ČSTV)

Branky SSSR: 9:17 Alexandr Gusev, 11:28 Valerij Charlamov, 13:03 Vladimir Šadrin, 21:01 Jurij Blinov, 26:21 Vjačeslav Soloduchin, 36:03 Michajlov, 43:23 Alexandr Malcev, 47:39 Vladimir Vikulov, 51:10 Vladimir Vikulov, 54:36 Vladimir Šadrin, 57:30 Valerij Charlamov.

Rozhodčí: Pentti Isotalo (FIN), Gord Lee (USA)

Vyloučení: 4:3 (2:0, 2:0)

Diváků: 9 080
SSSR: Vladislav Treťjak – Vasiljev, Ragulin, Kuzkin, Gusev, Lutčenko, Romiševskij – Vikulov, Malcev, Charlamov – B. Michajlov, V. Petrov, Blinov – V. Soloduchin, Šadrin, A. Jakušev.
SRN: Anton Kehle (30:38 Rainer Makatsch) – Thanner, Völk, Schiechtl, P. Langner, Kadow, Schneitberger – A. Schloder, Hanig, Kuhn – Egger, L. Funk, Rothkirch – Philipp, R. Bauer, A. Hofherr.
 Švýcarsko –  Švédsko	1:12 (1:4, 0:5, 0:3)
8. dubna 1972 (17:00) – Praha (Sportovní hala ČSTV)

Branky Švýcarska: 3:09 Anton Neininger.

Branky Švédska: 5:08 Anders Hedberg, 7:08 Håkan Wickberg, 18:31 Stig Larsson, 18:48 Håkan Wickberg, 25:24 Anders Hedberg, 26:57 Stefan Karlsson, 27:45 Lars-Göran Nilsson, 37:10 Björn Johansson, 39:17 Karl-Johan Sundqvist, 52:41 Stig Larsson, 53:24 Björn Palmqvist, 59:38 Björn Palmqvist.

Rozhodčí: Viktor Dombrovskij (URS), Josef Kompalla (FRG)

Vyloučení: 2:1 (0:0)

Diváků: 5 534
Švýcarsko: Gérald Rigolet (40:01 Alfio Molina) – Furrer, Sgualdo, Henzen, R. Chappot, Aeschlimann, Huguenin – Dürst, B. Wittwer, A. Neininger – Reinhard, Türler, Dubi – Dubois, R. Berra, Jenni.
Švédsko: Christer Abrahamsson – Börje Salming, Östling, Björn Johansson, Sjöberg, Sundqvist, Thommy Abrahamsson – Inge Hammarström, Håkan Wickberg, Tord Lundström – S. Larsson, Palmqvist, Stig-Göran Johansson – S. Karlsson, Hedberg, Lars-Göran Nilsson.
 SRN –  Finsko	5:8 (0:5, 4:2, 1:1)
8. dubna 1972 (20:30) – Praha (Sportovní hala ČSTV)

Branky SRN: 22:05 Bernd Kuhn, 23:06 Karl-Heinz Egger, 24:04 Gustav Hanig, 24:43 Otto Schneitberger, 43:17 Karl-Heinz Egger.

Branky Finska: 3:38 Matti Murto, 6:44 Lauri Mononen, 9:42 Lasse Oksanen, 14:32 Lauri Mononen, 17:39 Juha Rantasila, 25:11 Lasse Oksanen, 31:54 Seppo Repo, 41:42 Lauri Mononen.

Rozhodčí: Michal Bucala (TCH), Zdeněk Kořínek (TCH)

Vyloučení: 10:9 (2:5)

Diváků: 5 340
SRN: Anton Kehle – Thanner, Völk, Schiechtl, P. Langner, Kadow, Schneitberger – A. Schloder, Hanig, Kuhn – Egger, L. Funk, Rothkirch – Philipp, R. Bauer, A. Hofherr – Pohl.
Finsko: Jorma Valtonen (20:01 – 24:04 Stig Wetzell) – Riihiranta, Rantasila, Öystilä, Nummelin, Rautakallio – Linnonmaa, Murto, Tamminen – L. Oksanen, Ketola, Keinonen – L. Mononen, Turunen, Repo – E. Peltonen.
 Československo –  Švédsko	4:1 (2:0, 1:0, 1:1)
9. dubna 1972 (17:00) – Praha (Sportovní hala ČSTV)

Branky a nahrávky Československa: 0:36 Jiří Holík(Jaroslav Holík), 6:45 Jiří Holík, 35:45 Július Haas, 44:15 Václav Nedomanský

Branky a nahrávky Švédska: 42:06 Björn Palmqvist (Anders Hedberg).

Rozhodčí: Heni Ehrensperger (SUI), Josef Kompalla (FRG)

Vyloučení: 5:5 (0:0)

Diváků: 12 280
ČSSR: Jiří Holeček – Oldřich Machač, František Pospíšil, Milan Kužela, Rudolf Tajcnár, Jiří Bubla, Josef Horešovský – Jan Klapáč, Jaroslav Holík, Jiří Holík – Jiří Kochta, Václav Nedomanský, Július Haas – Vladimír Martinec, Ivan Hlinka, Bohuslav Šťastný
Švédsko: Christer Abrahamsson – Stig Östling, Börje Salming, Björn Johansson, Lars-Erik Sjöberg, Karl-Johan Sundqvist, Thommy Abrahamsson – Inge Hammarström, Håkan Wickberg, Tord Lundström – Stig-Göran Johansson, Björn Palmqvist, Stig Larsson – Anders Hedberg, Mats Lindh, Lars-Göran Nilsson.
 Finsko –  SSSR 	2:10 (0:1, 2:6, 0:3)
9. dubna 1972 (20:30) – Praha (Sportovní hala ČSTV)

Branky Finska: 22:07 Lauri Mononen, 32:55 Lauri Mononen.

Branky SSSR: 17:33 Alexandr Jakušev, 25:10 Alexandr Jakušev, 25:15 Valerij Charlamov, 27:05 Michajlov, 27:12 Vjačeslav Soloduchin, 34:42 Vladimir Vikulov, 39:21 Michajlov, 41:45 Vladimir Vikulov, 47:31 Michajlov, 52:49 Alexandr Malcev.

Rozhodčí: Bernie Haley (CAN), Gord Lee (USA)

Vyloučení: 7:5 (1:1, 0:1)

Diváků: 12 073
Finsko: Jorma Valtonen – Riihiranta, Rantasila, Nzmmelin, Östyla, Marjamäki, Valkeapää – Tamminen, Murto, Linnonmaa – Keinonen, Ketola, Oksanen – Monnen, Turunen, Repo.
SSSR: Vladislav Treťjak – Ragulin, Vasiljev, Gusev, Kuzkin, Romiševskij, Lutčenko – Charlamov, Malcev, Vikulov – Blinov, Petrov, Michajlov – Jakušev, Šadrin, Soloduchin.
 Československo –  SRN 	8:1 (1:1, 2:0, 5:0)
10. dubna 1972 (17:00) – Praha (Sportovní hala ČSTV)

Branky a nahrávky Československa: 3:08 Vladimír Martinec (Josef Horešovský), 29:17 Jiří Kochta, 33:24 Jaroslav Holík (František Pospíšil), 42:49 Bohuslav Šťastný (Richard Farda), 47:50 Jaroslav Holík (Oldřich Machač, Jan Klapáč), 48:21 Rudolf Tajcnár, 49:02 Bohuslav Šťastný (Richard Farda), 57:19 Václav Nedomanský.

Branky a nahrávky SRN: 3:42 Alois Schloder (Rudolf Thanner).

Rozhodčí: Hans Dämmrich (GDR), Bernie Haley (CAN)

Vyloučení: 6:9 (3:1, 1:0)

Diváků: 9 134
ČSSR: Vladimír Dzurilla – Oldřich Machač, František Pospíšil, Milan Kužela, Rudolf Tajcnár, Jiří Bubla, Josef Horešovský – Jan Klapáč, Jaroslav Holík, Jiří Holík – Jiří Kochta, Václav Nedomanský, Július Haas – Vladimír Martinec, Richard Farda, Bohuslav Šťastný
SRN: Anton Kehle – Rudolf Thanner, Josef Völk, Hans Schichtl, Paul Langner, Harald Kadow, otto Schneitberger – Alois Schloder, Gustav Hanig, Bernd Kuhn – Karl-Heinz Egger, Lorenz Funk, Hans Rotkirch – Rainer Philipp, Johann Eimannsberger, Anton Hofherr.
 SSSR –  Švýcarsko 	10:2 (1:1, 4:1, 5:0)
10. dubna 1972 (20:30) – Praha (Sportovní hala ČSTV)

Branky SSSR: 16:37 Vladimir Petrov, 29:47 Alexandr Jakušev, 31:35 Jevgenij Mišakov, 33:45 Alexandr Jakušev, 36:26 Jevgenij Mišakov, 47:15 Vjačeslav Soloduchin, 49:22 Alexandr Jakušev, 54:30 Alexandr Jakušev, 56:52 Vladimir Petrov, 57:23 Valerij Vasiljev.

Branky Švýcarska: 18:18 Anton Neininger, 33:27 Ueli Lüthi.

Rozhodčí: Pentti Isotalo (FIN), Josef Kompalla (FRG)

Vyloučení: 2:5 (1:1) + Heini Jenni na 10 min.

Diváků: 6 142
SSSR: Šepovalov – Lutčenko, Ragulin, Cygankov, Vasiljev, Gusev – Anisin, Malcev, Vikulov – Blinov, Petrov, Michajlov – Jakušev, Soloduchin, Soloduchin – Šdrin.
Švýcarsko: Alfio Molina – Huguenin, Aeschlimann, Sgualdo, Furrer, Henzen, Chappot – Jenni, Berra, Dubois – Neininger, Wittwer, Dürst – Keller, Probst, Lüthi.
 SRN –  Švédsko 	0:10 (0:3, 0:5, 0:2)
11. dubna 1972 (17:00) – Praha (Sportovní hala ČSTV)

Branky Švédska: 4:44 Lars-Göran Nilsson, 5:59 Inge Hammarström, 19:08 Stefan Karlsson, 21:48 Lars-Göran Nilsson, 35:50 Lars-Erik Sjöberg, 38:10 Anders Hedberg, 38:10 Inge Hammarström, 39:06 Tord Lundström, 54:38 Björn Palmqvist, 54:53 Inge Hammarström.

Rozhodčí: Viktor Dombrovskij (URS), Bernie Haley (CAN)

Vyloučení: 2:2 (0:2)

Diváků: 4 811
SRN: Anton Kehle (41. Rainer Makatsch) – Thanner, Völk, Schichtl, Langner, Kadow, Schneitberger – Schloder, Hanig, Kuhn – Egger, Funk, Rothkirch – Philipp, Eimansberger, Hofherr – Eibl, Pohl.
Švédsko: Leif Holmqvist – Sjöberg, Bergman, Östling, Salming, Sundqvist, Thommy Abrahamsson – Nilsson, Hedberg, Karlsson – Inge Hammarström, Håkan Wickberg, Tord Lundström – Pettersson, Palmqvist, Larsson.
 Švýcarsko –  Finsko	3:2 (1:2, 0:0, 2:0)
11. dubna 1972 (20:30) – Praha (Sportovní hala ČSTV)

Branky Švýcarska: 11:17 Ueli Lüthi, 48:06 Michel Türler, 55:20 Hans Keller.

Branky Finska: 10:50 Juhani Tamminen, 15:21 Timo Turunen.

Rozhodčí: Hans Dämmrich (GDR), Lars Tegner (SWE)

Vyloučení: 5:5 (0:0)

Diváků: 4 515
Švýcarsko: Alfio Molina – Aeschlimann, Huguenin, Furrer, Sgualdo, Henzen, R. Chappot – Dürst, B. Wittwer, A. Neininger – Reinhard, Türler, Dubi – U. Lüthi, Probst, Keller.
Finsko: Stig Wetzell – Öystilä, Nummelin, Riihiranta, Rantasila, Marjamäki, Rautakallio – L. Mononen, Repo, E. Peltonen – L. Oksanen, Turunen, Ahokainen – Linnonmaa, Murto, Tamminen.
 Československo –  SSSR 	3:3 (2:0, 0:1, 1:2)
12. dubna 1972 (17:00) – Praha (Sportovní hala ČSTV)

Branky a nahrávky Československa: 1:41 Oldřich Machač (Jan Klapáč), 5:40 Richard Farda (Bohuslav Šťastný), 44:35 Jan Klapáč (Jaroslav Holík).

Branky a nahrávky SSSR: 35:46 Vladimir Lutčenko, 49:28 Jurij Blinov (Alexandr Gusev), 51:56 Alexandr Jakušev (Vjačeslav Soloduchin).

Rozhodčí: Heini Ehrensperger (SUI), Josef Kompalla (FRG)

Vyloučení: 3:4 (1:1)

Diváků: 14 390
ČSSR: Jiří Holeček – Oldřich Machač, František Pospíšil, Jiří Bubla, Josef Horešovský, Rudolf Tajcnár – Jan Klapáč, Jaroslav Holík, Jiří Holík – Jiří Kochta (21. Richard Farda), Václav Nedomanský, Milan Kužela – Vladimír Martinec, Richard Farda (21. Ivan Hlinka), Bohuslav Šťastný.
SSSR: Vladislav Treťjak – Gennadij Cygankov, Alexandr Ragulin, Viktor Kuzkin, Alexandr Gusev, Vladimir Lutčenko, Igor Romiševskij – Vladimir Vikulov, Alexandr Malcev, Valerij Charlamov – Boris Michajlov, Vladimir Petrov, Jurij Blinov – Vjačeslav Soloduchin, Vladimir Šadrin, Alexandr Jakušev.
 Finsko –  Švédsko 	1:2 (1:1, 0:0, 0:1)
12. dubna 1972 (20:30) – Praha (Sportovní hala ČSTV)

Branky Finska: 10:04 Jauko Öystilä.

Branky Švédska: 11:10 Thommie Bergman, 57:12 Anders Hedberg.

Rozhodčí: Bernie Haley (CAN), Gord Lee (USA)

Vyloučení: 7:3 (0:1)

Diváků: 9 924
Finsko: Jorma Valtonen – Riihiranta, Rantasila, Öystilä, Nummelin, Marjamäki, Valkeapää – L. Oksanen, Ketola, Keinonen – L. Mononen, Turunen, Repo – Linnonmaa, Murto, Tamminen.
Švédsko: Leif Holmqvist – Sundqvist, Th. Abrahamsson, Bergman, Sjöberg, B. Salming, Östling – S. Larsson, Palmqvist, Stig-Göran Johansson – Hedberg, S. Karlsson, L-G. Nilsson – Inge Hammarström, Håkan Wickberg, Tord Lundström.
 Švýcarsko –  SRN	3:6 (2:3, 1:2, 0:1)
13. dubna 1972 (17:00) – Praha (Sportovní hala ČSTV)

Branky Švýcarska: 4:59 Ueli Lüthi, 5:37 Ueli Lüthi, 26:51 Bruno Wittwer.

Branky SRN: 1:22 Gustav Hanig, 3:40 Otto Schneitberger, 11:27 Lorenz Funk, 27:06 Rainer Philipp, 27:42 Johann Eimannsberger, 56:38 Lorenz Funk.

Rozhodčí: Viktor Dombrovskij (URS), Gord Lee (USA)

Vyloučení: 9:9 (2:3)

Diváků: 3 017
Švýcarsko: Alfio Molina – Sgualdo, Furrer, Huguenin, Aeschlimann, Henzen, Chappot – Dubois, Törler, Berra – Neininger, Wittwer, Dürst – Keller, Probst, Lüthi.
SRN: Rainer Makatsch – Thanner, Völk, Schichtl, Langner, Kadow, Schneitberger – Schloder, Hanig, Kuhn – Egger, Funk, Rothkirch – Philipp, Eimansberger, Hofherr.
 Československo –  Finsko	5:3 (1:1, 2:1, 2:1)
14. dubna 1972 (17:00) – Praha (Sportovní hala ČSTV)

Branky a nahrávky Československa: 14:06 Jan Klapáč, 20:40 Jan Klapáč (Oldřich Machač, František Pospíšil), 24:03 Jiří Holík (Jaroslav Holík, František Pospíšil), 43:10 František Pospíšil (Jan Klapáč), 59:45 Vladimír Martinec (Richard Farda).

Branky a nahrávky Finska: 14:41 Veli-Pekka Ketola (Seppo Ahokainen), 34:30 Lauri Mononen (Seppo Repo), 40:50 Timo Turunen (Lauri Mononen).

Rozhodčí: Bernie Haley (CAN), Heini Ehrensperger (SUI)

Vyloučení: 3:7 (2:0)

Diváků: 14 360
ČSSR: Jiří Holeček – Oldřich Machač, František Pospíšil, Milan Kužela, Rudolf Tajcnár, Jiří Bubla, Josef Horešovský – Jan Klapáč, Jaroslav Holík, Jiří Holík – Richard Farda, Václav Nedomanský, Július Haas – Vladimír Martinec, Ivan Hlinka, Bohuslav Šťastný
Finsko: Jorma Valtonen – Juha Rantasila, Heikki Riihiranta, Jauko Öystilä, Timo Nummelin, Pekka Rautakallio, Pekka Marjamäki – Seppo Ahokainen, Veli-Pekka Ketola, Lasse Oksanen – Lauri Mononen, Timo Turunen, Seppo Repo – Esa Peltonen, Matti Murto, Juhani Tamminen.
 SSSR –  Švédsko	11:2 (4:1, 3:1, 4:0)
14. dubna 1972 (20:30) – Praha (Sportovní hala ČSTV)

Branky SSSR: 1:27 Boris Michajlov, 4:58 Vladimir Petrov, 10:37 Vladimir Vikulov, 17:16 Vladimir Vikulov, 20:28 Jurij Blinov, 21:01 Vladimir Petrov, 39:15 Gennadij Cygankov, 46:36 Boris Michajlov, 49:33 Vladimir Vikulov, 52:18 Vladimir Šadrin, 55:55 Alexandr Jakušev.

Branky Švédska: 14:51 Björn Palmqvist, 35:28 Björn Palmqvist.

Rozhodčí: Josef Kompalla (FRG), Gord Lee (USA)

Vyloučení: 3:6 (4:1)

Diváků: 14 200
SSSR: Vladislav Treťjak (Šepovalov) – Cygankov, Ragulin, Kuzkin, Gusev, Lutčenko, Vasiljev – Vikulov, Malcev, Charlamov – Blinov, Petrov, Michajlov – Soloduchin, Šadrin, Jakušev.
Švédsko: Christer Abrahamsson (Leif Holmqvist) – Bergman, Östling, Sundqvist, Thommy Abrahamsson, Björn Johansson, Lars-Erik Sjöberg – Inge Hammarström, Håkan Wickberg, Tord Lundström – Stig-Göran Johansson, Palmqvist, Larsson – Karlsson, Hedberg, Nilsson.
 Československo –  Švýcarsko 	12:2 (3:1, 5:0, 4:1)
15. dubna 1972 (17:00) – Praha (Sportovní hala ČSTV)

Branky a nahrávky Československa: 2:09 Jan Klapáč (František Pospíšil), 7:32 Bohuslav Šťastný (Vladimír Martinec), 18:15 Václav Nedomanský (Vladimír Bednář), 20:57 Jan Klapáč (František Pospíšil), 25:08 Jiří Holík (Jan Klapáč), 25:23 Jaroslav Holík (František Pospíšil), 27:44 Josef Horešovský (Bohuslav Šťastný), 33:31 Július Haas (Václav Nedomanský), 42:00 Július Haas (Oldřich Machač), 54:50 Josef Horešovský (Vladimír Martinec), 56:50 Oldřich Machač (Jaroslav Holík), 57:25 Jan Klapáč (František Pospíšil).

Branky a nahrávky Švýcarska: 0:54 René Berra (Charles Henzen), 40:20 Ueli Lüthi (Peter Aeschlimann).

Rozhodčí: Hans Dämmrich (GDR), Gord Lee (USA)

Vyloučení: 3:2 (0:0, 1:0)

Diváků: 8 805
ČSSR: Vladimír Dzurilla – Oldřich Machač, František Pospíšil, Vladimír Bednář, Rudolf Tajcnár, Jiří Bubla, Josef Horešovský – Jan Klapáč, Jaroslav Holík, Jiří Holík – Josef Paleček, Václav Nedomanský, Július Haas – Vladimír Martinec, Richard Farda, Bohuslav Šťastný.
Švýcarsko: Alfio Molina – Peter Aeschlimann, René Huguenin, Gaston Furrer, Charles Henzen, Ueli Lüthi, Bruno Wittwer – Hans Keller, Francis Reinhardt, Gérard Dübi – [[Guy Dubois, René Berra, Heini Jenni – Anton Neininger, Walter Dürst, Roger Chappot.
 SRN –  SSSR 	0:7 (0:4, 0:1, 0:2)
15. dubna 1972 (20:30) – Praha (Sportovní hala ČSTV)

Branky SSSR: 0:09 Valerij Vasiljev, 3:59 Boris Michajlov, 11:03 Jurij Blinov, 11:23 Boris Michajlov, 21:44 Vladimir Petrov, 41:21 Alexandr Malcev, 57:00 Vladimir Petrov.

Rozhodčí: LArs Tegner (SWE), Pentti Isotalo (FIN)

Vyloučení: 1:4 (0:1)

Diváků: 6 529
SRN: Franz Funk – Thanner, Völk, Schiechtl, P. Langner, Eibl, Schneitberger – A. Schloder, Hanig, Kuhn – Egger, L. Funk, Rothkirch – Philipp, Pohl, A. Hofherr.
SSSR: Šepovalov – Vasiljev, Ragulin, Kuzkin, Gusev, Lutčenko, Romiševskij – Vikulov, Malcev, Charlamov – B. Michajlov, V. Petrov, Blinov – Anisin, Mišakov, A. Jakušev.
 Švédsko –  Švýcarsko 	8:5 (3:1, 1:1, 4:3)
16. dubna 1972 (17:00) – Praha (Sportovní hala ČSTV)

Branky Švédska: 11:20 Inge Hammarström, 15:01 Stefan Karlsson, 16:11 Stig-Göran Johansson, 35:24 Björn Palmqvist, 44:30 Tord Lundström, 52:14 Kalsson, 53:59 Björn Palmqvist, 56:39 Håkan Wickberg.

Branky Švýcarska: 19:21 Bruno Wittwer, 30:11 Gérard Dübi, 53:33 Peter Aeschlimann, 59:13 Bruno Wittwer, 59:21 Francis Reinhardt.

Rozhodčí: Aleš Pražák (TCH), Viktor Dombrovskij (URS)

Vyloučení: 2:1 (1:0)

Diváků: 6 559
Švédsko: Leif Holmqvist – Björn Johansson, Sjöberg, Sundqvist, Östling, Bergman, Thommy Abrahamsson – Inge Hammarström, Hedberg, Lindh – Lars-Göran Nilsson, Palmqvist, Stig-Göran Johansson – S. Karlsson, Håkan Wickberg, Tord Lundström.
Švýcarsko: Gérald Rigolet – Aeschlimann, Huguenin, Henzen, R. Chappot, Furrer – U. Lüthi, B. Wittwer, Keller – Reinhard, R. Berra, Dubi – Dubois, Türler, A. Neininger – Jenni.
 Finsko –  SRN 	13:3 (4:0, 5:2, 4:1)
16. dubna 1972 (20:30) – Praha (Sportovní hala ČSTV)

Branky Finska: 7:35 Seppo Repo, 16:57 Timo Nummelin, 17:59 Esa Peltonen, 18:47 Jauko Öystilä, 21:10 Timo Turunen, 26:22 Veli-Pekka Ketola, 30:22 Timo Turunen, 36:15 Timo Turunen, 38:35 Veli-Pekka Ketola, 40:21 Seppo Repo, 49:48 Juha Rantasila, 51:02 Veli-Pekka Ketola, 57:42 Lauri Mononen.

Branky SRN: 26:53 Bernd Kuhn, 35:11 Alois Schloder, 56:33 Gustav Hanig.

Rozhodčí: Gord Lee (USA), Lars Tegner (SWE)

Vyloučení: 4:6 (3:0)

Diváků: 5 272
Finsko: Jorma Valtonen – Riihiranta, Rantasila, Öystilä, Nummelin, Marjamäki – L. Oksanen, Ketola, Ahokainen – Esa Peltonen, Murto, Tamminen – L. Mononen, Turunen, Repo – Keinonen.
SRN: Franz Funk – Thanner, Völk, Schiechtl, P. Langner, Kadow, Schneitberger – A. Schloder, Hanig, Kuhn – Egger, L. Funk, Rothkirch – Philipp, Eimansberger, A. Hofherr.
 Československo –  Švédsko 	2:0 (0:0, 2:0, 0:0)
17. dubna 1972 (17:00) – Praha (Sportovní hala ČSTV)

Branky a nahrávky Československa: 27:55 Rudolf Tajcnár (Václav Nedomanský), 31:45 Václav Nedomanský (Rudolf Tajcnár).

Rozhodčí: Josef Kompalla (FRG), Gord Lee (USA)

Vyloučení: 2:5 (0:0)

Diváků: 14 389
ČSSR: Jiří Holeček – Oldřich Machač, František Pospíšil, Milan Kužela, Rudolf Tajcnár, Jiří Bubla, Josef Horešovský – Jan Klapáč, Jaroslav Holík, Jiří Holík – Jiří Kochta, Václav Nedomanský, Josef Paleček – Vladimír Martinec, Richard Farda, Bohuslav Šťastný
Švédsko: Leif Holmqvist – Stig Östling, Lars-Erik Sjöberg, Thommie Bergman, Thommy Abrahamsson, Karl-Johan Sundqvist – Stefan Karlsson]], Anders Hedberg, Lars-Göran Nilsson – Inge Hammarström, Håkan Wickberg, Tord Lundström – Stig-Göran Johansson, Björn Palmqvist, Stig Larsson – Mats Lindh.
 SSSR –  Finsko	7:2 (2:0, 3:0, 2:2)
17. dubna 1972 (20:30) – Praha (Sportovní hala ČSTV)

Branky SSSR: 3:01 Vladimir Šadrin, 10:09 Valerij Charlamov, 26:01 Valerij Charlamov, 28:19 Valerij Charlamov, 36:25 Alexandr Malcev, 40:22 Alexandr Malcev, 57:44 Gennadij Cygankov.

Branky Finska: 54:38 Matti Murto, 59:37 Juhani Tamminen.

Rozhodčí: Lars Tegner (SWE), Hans Dämmrich (GDR)

Vyloučení: 5:4 (0:0, 1:0)

Diváků: 10 300
SSSR: Vladislav Treťjak – Cygankov, Ragulin, Kuzkin, Gusev, Lutčenko, Vasiljev – Vikulov, Malcev, Charlamov – Blinov, Petrov, Michajlov – Soloduchin, Šadrin, Jakušev.
Finsko: Jorma Valtonen – Öystilä, Nummelin, Rantasila, Riihiranta, Marjamäki – Mononen, Repo, Turunen – Tamminen, Murto, Peltonen – Ahokainen, Ketola, Oksanen.
 Československo –  SRN 	8:1 (3:1, 3:0, 2:0)
18. dubna 1972 (17:00) – Praha (Sportovní hala ČSTV)

Branky a nahrávky Československa: 1:23 Jiří Kochta (Josef Paleček, Vladimír Bednář), 12:30 Josef Paleček (Ivan Hlinka, Vladimír Bednář), 14:20 Bohuslav Šťastný (Vladimír Martinec, Richard Farda), 31:56 Jaroslav Holík (Jan Klapáč, Jiří Holík), 36:24 Jaroslav Holík (Jan Klapáč), 39:08 Josef Horešovský, 49:56 Vladimír Martinec (Richard Farda, Bohuslav Šťastný), 51:38 Jiří Kochta (Ivan Hlinka, Josef Paleček).

Branky a nahrávky SRN: 3:22 Johann Eimannsberger (Otto Schneitberger, Anton Hofherr).

Rozhodčí: Bernie Haley (CAN), Gord Lee (USA)

Vyloučení: 5:5 (1:0)

Diváků: 11 388
ČSSR: Vladimír Dzurilla – Oldřich Machač, František Pospíšil, Vladimír Bednář, Rudolf Tajcnár, Jiří Bubla, Josef Horešovský – Jan Klapáč, Jaroslav Holík, Jiří Holík – Ivan Hlinka, Jiří Kochta, Josef Paleček – Vladimír Martinec, Richard Farda, Bohuslav Šťastný
SRN: Rainer Makatsch (41. Franz Funk) – Rudolf Thanner, Paul Langner, Michael Eibl, Josef Völk, Harald Kadow, Otto Schneitberger – Alois Schloder, Gustav Hanig, Karl-Heinz Egger – Anton Pohl, Lorenz Funk, Hans Rotkirch – Rainer Philipp, Johann Eimannsberger, Anton Hofherr.
 Švýcarsko –  SSSR 	0:14 (0:6, 0:4, 0:4)
18. dubna 1972 (20:30) – Praha (Sportovní hala ČSTV)

Branky Švýcarska: nikdo

Branky SSSR: 3:57 Vladimir Vikulov, 8:57 Alexandr Malcev, 11:18 Vladimir Šadrin, 12:16 Vladimir Vikulov, 18:19 Vjačeslav Soloduchin, 19:26 Boris Michajlov, 30:19 Alexandr Jakušev, 34:15 Boris Michajlov, 37:10 Alexandr Malcev, 39:43 Alexandr Jakušev, 46:33 Alexandr Malcev, 50:45 Vladimir Vikulov, 56:13 Boris Michajlov, 57:52 Vladimir Vikulov.

Rozhodčí: Pentti Isotalo (FIN), Josef Kompalla (FRG)

Vyloučení: 0:1 (0:0)

Diváků: 6 679
Švýcarsko: Alfio Molina (40:00 Gérald Rigolet) – Aeschlimann, Huguenin, Furrer, Henzen – U. Lüthi, Probst, Keller – Reinhard, Türler, Jenni – Dubois, B. Wittwer, A. Neininger – Dürst.
SSSR: Vladislav Treťjak (20:00 Šepovalov) – Cygankov, Ragulin, Kuzkin, Vasiljev, Lutčenko, Romiševskij – Vikulov, Malcev, Charlamov – B. Michajlov, V. Petrov, Anisin – V. Soloduchin, Šadrin, A. Jakušev.
 Švédsko –  SRN 	7:1 (5:0, 1:1, 1:0)
19. dubna 1972 (17:00) – Praha (Sportovní hala ČSTV)

Branky Švédska: 6:00 Lars-Göran Nilsson, 6:06 Tord Lundström, 8:07 Stig-Göran Johansson, 13:29 Inge Hammarström, 16:40 Stefan Karlsson, 21:35 Thommie Bergman, 44:46 Stig-Göran Johansson.

Branky SRN: 30:58 Bernd Kuhn.

Rozhodčí: Pentti Isotalo (FIN), Aleš Pražák (TCH)

Vyloučení: 1:4 (0:1)

Diváků: 7 613
Švédsko: Leif Holmqvist – Sundqvist, Östling, Bergman, Thommy Abrahamsson, Sjöberg, Björn Johansson – Karlsson, Hedberg, Nilsson – Inge Hammarström, Håkan Wickberg, Tord Lundström – Stig-Göran Johansson, Palmqvist, Larsson.
SRN: Rainer Makatsch – Thanner, Völk, Schichtl, Langner, Kadow, Schneitberger – Schloder, Hanig, Kuhn – Egger, Funk, Rothkirch – Philipp, Eimansberger, Hofherr.
 Finsko –  Švýcarsko 	9:1 (4:0, 1:0, 4:1)
19. dubna 1972 (20:30) – Praha (Sportovní hala ČSTV)

Branky Finska: 1:03 Heikki Riihiranta, 2:27 Juha Rantasila, 4:09 Lasse Oksanen, 19:32 Seppo Repo, 23:42 Lasse Oksanen, 43:03 Esa Peltonen, 45:18 Lauri Lauri Mononen, 53:24 Esa Peltonen, 54:09 Lasse Oksanen.

Branky Švýcarska: 59:58 Hans Keller.

Rozhodčí: Josef Kompalla (FRG), Gord Lee (USA)

Vyloučení: 3:4 (2:0, 2:0)

Diváků: 4 856
Finsko: Jorma Valtonen (Stig Wetzell) – Rantasila, Riihiranta, Öystilä, Nummelin, Marjamäki – Ahokainen, Ketola, Oksanen – Repo, Turunen, Mononen – Peltonen, Murto, Tamminen – Keinonen.
Švýcarsko: Alfio Molina (Gérald Rigolet) – Furrer, Sgualdo, Aeschliman, Huguenin, Henzen – Reinhard, Türler, Dürst – Dubois, Wittwer, Neininger – Lüthi, Probst, Keller – Jenni, Dübi.
 Československo –  SSSR 3:2 (2:0, 1:2, 0:0) - anketa nejslavnější gól - Jaroslav Holík rok 1972
20. dubna 1972 (17:00) – Praha (Sportovní hala ČSTV)

Branky a nahrávky Československa: 8:48 Václav Nedomanský (Vladimír Martinec), 9:23 Richard Farda (Vladimír Martinec), 29:03 Jaroslav Holík.

Branky a nahrávky SSSR: 23:21 Alexandr Malcev (Vladimir Vikulov), 32:40 Valerij Charlamov (Alexandr Malcev).

Rozhodčí: Josef Kompalla (FRG), Gord Lee (USA)

Vyloučení: 3:2 (0:1)

Diváků: 14 389
ČSSR: Jiří Holeček – Oldřich Machač, František Pospíšil, Jiří Bubla, Josef Horešovský, Rudolf Tajcnár – Jan Klapáč, Jaroslav Holík, Jiří Holík – Jiří Kochta, Václav Nedomanský, Josef Paleček – Vladimír Martinec, Richard Farda, Bohuslav Šťastný
SSSR: Vladislav Treťjak – Gennadij Cygankov, Alexandr Ragulin, Alexandr Gusev, Viktor Kuzkin, Valerij Vasiljev, Vladimir Lutčenko – Vladimir Vikulov, Alexandr Malcev, Valerij Charlamov – Boris Michajlov, Vladimir Petrov, Jurij Blinov – Vjačeslav Soloduchin, Vladimir Šadrin, Alexandr Jakušev.
 Švédsko –  Finsko 	4:5 (0:2, 2:2, 2:1)
20. dubna 1972 (20:30) – Praha (Sportovní hala ČSTV)

Branky Švédska: 26:43 Anders Hedberg, 27:31 Inge Hammarström, 48:18 Anders Hedberg, 52:22 Inge Hammarström.

Branky Finska: 3:08 Esa Peltonen, 7:32 Juhani Tamminen, 36:01 Lauri Mononen, 38:24 Seppo Repo, 54:41 Juha Rantasila.

Rozhodčí: Hans Dämmrich (GDR), Viktor Dombrovskij (URS)

Vyloučení: 1:2 (0:0)

Diváků: 11 763
Švédsko: Leif Holmqvist – Sundqvist, Östling, Bergman, Thomas Abrahamsson, Sjöberg, Björn Johansson – Karlsson, Hedberg, Nilsson – Inge Hammarström, Håkan Wickberg, Tord Lundström – Stig-Göran Johansson, Palmqvist, Larsson.
Finsko: Jorma Valtonen – Rantasila, Riihiranta, Öystilä, Nummelin, Marjamäki – Ahokainen, Ketola, Oksanen – Repo, Turunen, Mononen – Peltonen, Murto, Tamminen – Keinonen.
 SRN –  Švýcarsko 	4:1 (2:0, 1:0, 1:1)
21. dubna 1972 (17:00) – Praha (Sportovní hala ČSTV)

Branky SRN: 8:14 Harald Kadow, 12:30 Rainer Philipp, 38:30 Gustav Hanig, 45:16 Alois Schloder.

Branky Švýcarska: 56:15 Walter Dürst.

Rozhodčí: Aleš Pražák (TCH), Viktor Dombrovskij (URS)

Vyloučení: 7:12 (1:0, 1:0)

Diváků: 9 406
SRN: Rainer Makatsch (Franz Funk) – Thanner, Völk, Schichtl, Langner, Kadow, Schneitberger – Schloder, Hanig, Philipp – Egger, Funk, Pohl – Eibl, Eimansberger, Hofherr.
Švýcarsko: Gérald Rigolet (12:31 Alfio Molina) – Henzen, Furrer, Aeschliman, Huguenin, Berra – Dübi, Türler, Reinhard – Lüthi, Probst, Keller – Dubois, Wittwer, Neininger – Walter Dürst.
 SSSR –  Švédsko 	3:3 (0:1, 1:2, 2:0)
22. dubna 1972 (15:00) – Praha (Sportovní hala ČSTV)

Branky SSSR: 22:22 Valerij Charlamov, 47:49 Vladimir Vikulov, 57:18 Alexandr Jakušev.

Branky Švédska: 13:26 Stefan Karlsson, 28:40 Mats Lindh, 31:18 Lars-Göran Nilsson.

Rozhodčí: Josef Kompalla (FRG), Hans Dämmrich (GDR)

Vyloučení: 2:2 (1:0)

Diváků: 14 348
SSSR: Vladislav Treťjak – Cygankov, Ragulin, Kuzkin, Gusev, Lutčenko, Vasiljev – Vikulov, Malcev, Charlamov – Blinov, Petrov, Michajlov – Anisin, Šadrin, Jakušev.
Švédsko: Curt Larsson – Björn Johansson, Sjöberg, Bergman, Abrahamsson, Sundqvist, Östling – Inge Hammarström, Håkan Wickberg, Tord Lundström – Stig-Göran Johansson, Palmqvist, Nilsson – Karlsson, Lindh, Hedberg.
 Československo –  Finsko 	8:2 (2:0, 3:2, 3:0)
22. dubna 1972 (18:30) – Praha (Sportovní hala ČSTV)

Branky a nahrávky Československa: 13:37 Jiří Kochta (Josef Paleček, Václav Nedomanský), 19:30 Jiří Holík (František Pospíšil), 20:45 Jan Klapáč (Jaroslav Holík, Jiří Holík), 21:13 Jiří Kochta (Josef Paleček, Milan Kužela), 28:43 Rudolf Tajcnár (Josef Paleček), 46:20 Rudolf Tajcnár (Václav Nedomanský), 55:05 Richard Farda (Vladimír Martinec), 59:56 Jan Klapáč.

Branky a nahrávky Finska: 36:54 Matti Murto, 39:56 Pekka Marjamäki (Jiří Holík, Jaroslav Holík).

Rozhodčí: Heini Ehrensperger (SUI), Gord Lee (USA)

Vyloučení: 2:1 (0:0)

Diváků: 14 388
ČSSR: Vladimír Dzurilla – Oldřich Machač, František Pospíšil, Milan Kužela, Rudolf Tajcnár, Jiří Bubla, Josef Horešovský – Jan Klapáč, Jaroslav Holík, Jiří Holík – Jiří Kochta, Václav Nedomanský, Josef Paleček – Vladimír Martinec, Richard Farda, Bohuslav Šťastný
Finsko: Jorma Valtonen – Jauko Öystilä, Timo Nummelin, Juha Rantasila, Heikki Riihiranta, Pekka Marjamäki – Seppo Repo, Timo Turunen, Lauri Mononen (Seppo Ahokainen) – Matti Keinonen, Veli-Pekka Ketola, Lasse Oksanen – Juhani Tamminen, Matti Murto, Esa Peltonen.

## Statistiky

### Nejlepší hráči podle direktoriátu IIHF
| Brankář | Jorma Valtonen     |
| Obránci | František Pospíšil |
| Útočník | Alexandr Malcev    |

### All Stars
| Brankář         | Jiří Holeček       |
| Levý obránce    | František Pospíšil |
| Pravý obránce   | Oldřich Machač     |
| Levé křídlo     | Valerij Charlamov  |
| Střední útočník | Alexandr Malcev    |
| Pravé křídlo    | Vladimir Vikulov   |

### Kanadské bodování
| Poř. | Kanadské bodování | Branky | Přihrávky | Body |
| ---- | ----------------- | ------ | --------- | ---- |
| 1.   | Alexandr Malcev   | 10     | 12        | 22   |
| 2.   | Vladimir Vikulov  | 12     | 4         | 16   |
| 3.   | Alexandr Jakušev  | 11     | 4         | 15   |
| 4.   | Jan Klapáč        | 9      | 6         | 15   |
| 4.   | Václav Nedomanský | 9      | 6         | 15   |
| 4.   | Lauri Mononen     | 9      | 6         | 15   |
| 7.   | Jaroslav Holík    | 8      | 7         | 15   |
| 8.   | Valerij Charlamov | 8      | 6         | 14   |
| 9.   | Boris Michajlov   | 11     | 2         | 13   |
| 10.  | Stefan Karlsson   | 6      | 7         | 13   |

### Soupiska Československa
Československo

Brankáři: Jiří Holeček, Vladimír Dzurilla.

Obránci: Oldřich Machač,  – František Pospíšil, Josef Horešovský, Jiří Bubla, Rudolf Tajcnár, Milan Kužela, Vladimír Bednář.

Útočníci: Jan Klapáč, Jaroslav Holík, Jiří Holík, Jiří Kochta, Václav Nedomanský, Július Haas, Vladimír Martinec, Ivan Hlinka, Bohuslav Šťastný, Josef Paleček, Richard Farda.

Trenéři: Jaroslav Pitner, Vladimír Kostka.

### Soupiska SSSR
SSSR

Brankáři: Vladislav Treťjak, Vladimir Šepovalov.

Obránci: Gennadij Cygankov, Alexandr Gusev, Valerij Vasiljev, Alexandr Ragulin, Viktor Kuzkin, Vladimir Lutčenko, Igor Romiševskij.

Útočníci: Vladimir Vikulov, Alexandr Malcev, Valerij Charlamov, Boris Michajlov, Vladimir Petrov, Vjačeslav Soloduchin, Jurij Blinov, Vladimir Šadrin, Alexandr Jakušev, Jevgenij Mišakov, Vjačeslav Anisin.

Trenéři: Vsevolod Bobrov, Nikolaj Pučkov.

### Soupiska Švédska
Švédsko

Brankáři: Christer Abrahamsson, Curt Larsson, Leif Holmqvist.

Obránci: Thommy Abrahamsson, Thommie Bergman, Björn Johansson, Börje Salming, Lars-Erik Sjöberg, Karl-Johan Sundqvist, Stig Östling.

Útočníci: Inge Hammarström, Anders Hedberg, Stig-Göran Johansson, Stefan Karlsson, Stig Larsson, Mats Lindh, Tord Lundström, Lars-Göran Nilsson, Björn Palmqvist, Håkan Pettersson, Håkan Wickberg.

Trenér: Bill Harris, Björn Norell.

### Soupiska Finska
4.  Finsko

Brankáři: Jorma Valtonen, Stig Wetzel.

Obránci: Heikki Riihiranta, Juha Rantasila, Timo Nummelin, Jauko Öystilä, Pekka Marjamäki, Pertti Valkeapää, Pekka Rautakallio.

Útočníci: Juhani Tamminen, Matti Murto, Harri Linnonmaa, Matti Keinonen, Veli-Pekka Ketola, Lasse Oksanen, Lauri Mononen, Timo Turunen, Seppo Repo, Seppo Ahokainen, Esa Peltonen.

Trenéři: Seppo Liitsola, Rauli Virtanen.

### Soupiska SRN
5.   SRN

Brankáři: Anton Kehle, Franz Funk, Rainer Makatsch.

Obránci: Otto Schneitberger, Harald Kadow, Paul Langner, Hans Schichtl, Josef Völk, Rudolf Thanner, Michael Eibl.

Útočníci: Rainer Philipp, Johann Eimannsberger, Anton Hofherr, Karl-Heinz Egger, Lorenz Funk, Hans Rotkirch, Alois Schloder, Gustav Hanig, Bernd Kuhn, Reinhold Bauer, Anton Pohl.

Trenér: Gerhard Kiessling

### Soupiska Švýcarska
6.   Švýcarsko

Brankáři: Gérald Rigolet, Alfio Molina.

Obránci: Robert Chappot, Charles Henzen, Marcel Sgualdo, Gaston Furrer, René Huguenin, Peter Aeschlimann.

Útočníci: Hans Keller, Paul Probst, Ueli Lüthi, Heini Jenni, René Berra, Guy Dubois, Gérard Dübi, Michel Türler, Francis Reinhardt, Roger Chappot, Anton Neininger, Bruno Wittwer.

Trenér: Derek Holmes, Gaston Pelletier.

### Rozhodčí
| - Rudolf Baťa - Aleš Pražák - Zdeněk Kořínek - Hans Dämmrich - Viktor Dombrovskij - Heinrich Ehrensperger | - Bernard Haley - Josef Kompalla - Gordon Lee - Pertti Isotalo - Lars Tegner |

## MS Skupina B
|    |            | POL  | USA  | GDR | ROM  | JPN  | YUG  | NOR  | V | R | P | Skóre | B  |
| 1. | Polsko     | ***  | 6:5  | 3:2 | 7:0  | 11:1 | 5:3  | 9:1  | 6 | 0 | 0 | 41:12 | 12 |
| 2. | USA        | 5:6  | ***  | 6:5 | 4:2  | 14:5 | 5:3  | 5:1  | 5 | 0 | 1 | 39:22 | 10 |
| 3. | NDR        | 2:3  | 5:6  | *** | 8:3  | 7:1  | 4:3  | 5:2  | 4 | 0 | 2 | 31:18 | 8  |
| 4. | Rumunsko   | 0:7  | 2:4  | 3:8 | ***  | 10:3 | 3:2  | 7:2  | 3 | 0 | 3 | 25:26 | 6  |
| 5. | Japonsko   | 1:11 | 5:14 | 1:7 | 3:10 | ***  | 6:3  | 4:4  | 1 | 1 | 4 | 20:49 | 3  |
| 6. | Jugoslávie | 3:5  | 3:5  | 3:4 | 2:3  | 3:6  | ***  | 11:5 | 1 | 0 | 5 | 25:28 | 2  |
| 7. | Norsko     | 1:9  | 1:5  | 2:5 | 2:7  | 4:4  | 5:11 | ***  | 0 | 1 | 5 | 15:41 | 1  |

- Francie z finančních důvodů odřekla účast.

 USA –  Jugoslávie 5:3 (2:1, 3:1, 0:1)
24. března 1972 (11:00) – Bukurešť

Branky USA: 8:43 McManama, 17:28 Peluso, 28:27 Irving, 31:46 Peluso, 39:03 Peluso

Branky Jugoslávie: 16:07 R. Smolej, 20:27 R. Hiti, 41:04 G. Hiti

Rozhodčí: Adam (TCH), Valentin (AUT)

Vyloučení: 10:3
USA: Watt, Brady – Charles Brown, Richard McGlynn, Rotsch, Christie, Kenty, Kullen – Krieger, Timothy Sheehy, Peluso – Corkery, Hynes, McManama – Sarner, Robbie Ftorek, Irving.
Jugoslávie: Anton Jože Gale, Rudi Knez – Viktor Ravnik, Ivo Jan, Bogomir Jan, Košir, Vlado Jug, Drago Savič – Rudi Hiti, Roman Smolej, Gorazd Hiti – Franci Žbontar, Albin Felc, Viktor Tišlar – Milan Jan, Silvo Poljanšek, Boris Renaud.
 Polsko –  Norsko 9:1 (1:1, 6:0, 2:0)
24. března 1972 (16:30) – Bukurešť

Branky Polska: 6:00 Ziętara, 22:07 Ziętara, 25:10 Fryźlewicz, 25:32 Batkiewicz, 31:55 Kacik, 35:16 L. Tokarz, 37:18 R. Góralczyk, 42:35 Ziętara, 58:26 F. Góralczyk

Branky Norska: 17:10 Bjölbakk

Rozhodčí: Filip (TCH), Izuisawa (JPN)

Vyloučení: 7:6 + Zurek na 5 min.
Polsko: Walery Kosyl, Henryk Wojtynek – Robert Góralczyk, Ludwik Czachowski, Marian Feter, Stanisław Fryźlewicz, Adam Kopczyński, Jerzy Potz – Tadeusz Obłój, Karol Żurek, Feliks Góralczyk – Walenty Ziętara, Józef Słowakiewicz, Tadeusz Kacik – Józef Batkiewicz, Leszek Tokarz, Stefan Chowaniec.
Norsko: Kåre Østensen, Wahlberg – Kinder, B. Jansen, B. Johansen, Terje Steen, Berg, Martinsen – Tom Röymark, Nilsen, Sethereng -
Steinar Bjölbakk, Svein Haagensen, Arne Mikkelsen – Pedersen, R. Jansen, V. Johansen.
 NDR –  Japonsko 7:1 (3:0, 4:0, 0:1)
24. března 1972 (19:30) – Bukurešť

Branky NDR: 1:53 Nickel, 14:22 Schiller, 16:59 Noack, 27:21 Thomas, 30:10 Karger, 31:01 Prusa, 34:51 Karger

Branky Japonska: 58:51 Ito

Rozhodčí: Fischer (NOR), Jahn (USA)

Vyloučení: 0:1 Kakihara – 49:22(holding)
NDR: Herzig, Hurbanek – Thomas, Schur, Dietmar Peters, Braun, Bernd Karenbauer, Helmut Novy – Karger, Peter Prusa, Stasche – Rüdiger Noack, Rainer Patschinski, Hartmut Nickel – Schiller, Peter Slapke, Bielas.
Japonsko: Misawa, Kojikawa – Hori, Tsuburai, Kuroda, Yamazaki, Nakamura, Nihei – Kyoya, Kakihara, Takagi – Ito, Honma Tošie, Sakurai – Hoshino, Monama, Tanaka.
 Rumunsko –  Jugoslávie 3:2 (0:0, 1:1, 2:1)
25. března 1972 (18:30) – Bukurešť

Branky Rumunska: 20:55 Pana, 47:00 Tureanu, 49:08 Kalamar

Branky Jugoslávie: 24:58 R. Smolej, 44:05 Beravs

Rozhodčí: Filip, Adam (TCH)

Vyloučení: 2:4
Rumunsko: Dumitraş, Morar – Varga, Ionita, Doru Tureanu, Fagaras, Hergelegiu, Florescu – Ştefanov, Kalamar, Gheorghiu – Basa, Huţanu, Pana – Texe, Szabo, Fodorea.
Jugoslávie: Anton Jože Gale, Rudi Knez – Viktor Ravnik, Ivo Jan, Bogomir Jan, Košir, Vlado Jug, Drago Savič – Rudi Hiti – Roman Smolej, Gorazd Hiti – Beravs, Albin Felc, Viktor Tišlar – Janez Puterle, Štefan Seme, Boris Renaud.
 NDR –  Norsko 5:2 (1:2, 1:0, 3:0)
26. března 1972 (17:00) – Bukurešť

Branky NDR: 12:56 Slapke, 36:54 Braun, 45:33 Thomas, 54:10 Noack, 55:22 Slapke

Branky Norska: 4:05 R. Jansen, 14:30 Nilsen

Rozhodčí: Filip (TCH), Korczyk (POL)

Vyloučení: 2:6 + Stasche na 5 min.
NDR: Herzig, Hurbanek – Thomas, Schur, Dietmar Peters, Braun, Schmidt, Novy – Karger, Prusa, Stasche – Noack, Rainer Patschinski, Nickel – Huschto, Peter Slapke, Bielas.
Norsko: Ostensen, Wahlberg – Kinder, B. Jansen, B. Johansen, Steen, Berg, Martinsen – Roymark, Nilsen, Sethereng – Bjölbakk, Haagensen, Mikkelsen – Thon, R. Jansen, Kristensen.
 USA –  Japonsko 14:5 (6:1, 2:2, 6:2)
26. března 1972 (19:30) – Bukurešť

Branky USA: 1:30 Peluso, 1:45 Krieger, 3:16 Hynes, 5:39 Hynes, 12:42 Ftorek, 16:51 Krieger, 28:11 Corkery, 28:51 Hynes, 44:12 Sheehy, 45:31 Sheehy, 49:03 Irving, 53:33 Ftorek, 54:44 Ftorek, 56:48 Sarner

Branky Japonska: 18:42 Sakurai, 32:23 Matsuda, 56:24 Iwamoto, 25:21 Hoshino, 57:57 Ito

Rozhodčí: Kochekdorffer (GDR), Adam (TCH)

Vyloučení: 8:2 + Ftorek na 10 min.
USA: Watt, Brady – Brown, McGlynn, Rotsch, Christie, Young, Kullen – Krieger, Sheehy, Peluso – Corkery, Hynes, McManama – Sarner, Robbie Ftorek, Irving.
Japonsko: Misawa, Kojikawa – Hori, Tsuburai, Nakayama, Yamazaki, Nakamura, Nihei – Matsuda, Kakihara, Takagi -
Ito,Honma, Sakurai – Hoshimo, Iwamoto, Tanaka.
 NDR –  Jugoslávie 4:3 (0:3, 2:0, 2:0)
27. března 1972 (11:00) – Bukurešť

Branky NDR: 21:09 Slapke, 24:17 Karger, 46:32 Braun, 54:05 Bielas

Branky Jugoslávie: 0:37 G. Hiti, 15:22 R. Hiti, 16:03 G. Hiti

Rozhodčí: Filip (TCH), Fischer (NOR)

Vyloučení: 2:1 + Tišlar na 5 min.
NDR: Herzig, Hurbanek – Thomas, Karrenbauer, Dietmar Peters, Braun, Schmidt, Novy - Karger, Prusa, Schiller – Noack, Rainer Patschinski, Nickel – Huschto, Peter Slapke, Bielas.
Jugoslávie: Anton Jože Gale, Rudi Knez – Viktor Ravnik, Ivo Jan, Bogomir Jan, Košir, Vlado Jug, Drago Savič – Rudi Hiti, Roman Smolej, Gorazd Hiti – Beravs, Albin Felc, Viktor Tišlar – Milan Jan, Silvo Poljanšek, Boris Renaud.
 Polsko –  Japonsko 11:1 (3:1, 5:0, 3:0)
27. března 1972 (17:00) – Bukurešť

Branky Polska: 17:09 Obłój, 17:21 Tokarz, 18:52 Obłój, 21:58 Obłój, 22:10 Leszek Tokarz, 31:16 Kacik, 38:31 Fryźlewicz, 38:58 Feter, 45:03 Obłój, 46:30 Ziętara, 58:19 Chowaniec

Branky Japonska: 1:00 Takagi

Rozhodčí: Jahn (USA), Sginca (ROM)

Vyloučení: 2:1 + Iwamoto na 5 min.
Polsko: Walery Kosyl, Henryk Wojtynek – Robert Góralczyk, Ludwik Czachowski, Marian Feter, Stanisław Fryźlewicz, Adam Kopczyński, Jerzy Potz – Tadeusz Obłój, Karol Żurek, Feliks Góralczyk – Walenty Ziętara, Józef Słowakiewicz, Tadeusz Kacik – Józef Batkiewicz, Leszek Tokarz, Stefan Chowaniec.
Japonsko: Misawa, Kajikawa – Hori, Tsuburai, Nakayama, Yamazaki, Nakamura, Kuroda – Matsuda, Kakihara, Takagi – Ito, Honma, Sakurai – Hoshimo, Iwamoto, Tanaka.
 Rumunsko –  Norsko 7:2 (2:0, 4:0, 1:2)
27. března 1972 (19:30) – Bukurešť

Branky Rumunska: 6:15 Gheorghiu, 13:20 Varga, 22:25 Gheorghiu, 23:16 Hergelegiu, 24:35 Ionita, 30:27 Huţanu, 59:28 Ionita

Branky Norska: 46:34 Mikkelsen, 52:45 R. Jansen

Rozhodčí: Adam (TCH), Pianeetti (FRA)

Vyloučení: 4:5 + Fodorea, Fagaras (ROM) a Kinder, Pedersen (NOR) na 10 min a do konce utkání.
Rumunsko: Dumitraş, Morar – Varga, Ionita, Doru Tureanu, Fagaras, Sginca, Florescu – Basa, Huţanu, Pana – Ştefanov, Kalamar, Gheorghiu, Hergelegiu, Szabo, Fodorea.
Norsko: Ostensen, Wahlberg – Kinder, B. Jansen, Thon, Steen, Berg, Martinsen – Roymark, Nilsen, Sethereng - Bjölbakk, Haagensen, Mikkelsen – Pedersen, R. Jansen, Kristensen.
 Japonsko –  Norsko 4:4 (1:1, 2:3, 1:0)
29. března 1972 (11:00) – Bukurešť

Branky Japonska: 9:23 Takagi, 20:30 Hori, 34:19 Honma, 42:05 Iwamoto

Branky Norska: 17:51 Berg, 33:03 Haagensen, 33:20 Thon, 34:31 B. Johansen

Rozhodčí: Jahn (USA), Koskendorffer (GDR)

Vyloučení: 3:5 + Haagensen na 10 min.
Japonsko: Misawa, Kajikawa – Kuroda, Hori, Nakayama, Yamazaki, Tsuburai, Nakamura – Kyoya, Iwamoto, Hoshimo – Ito, Honma, Sakurai -Takagi, Kakihara, Tanaka.
Norsko: Ostensen, Wahlberg – B. Johansen, B. Jansen, Thon, Steen, Berg, Martinsen – Roymark, Nilsen, Sethereng – Bjölbakk, Haagensen, Mikkelsen – V. Johansen, R. Jansen, Kristensen.
 Rumunsko –  Polsko 0:7 (0:1, 0:2, 0:4)
29. března 1972 (17:00) – Bukurešť

Branky Rumunska: nikdo

Branky Polska: 11:29 Ziętara, 26:36 L. Tokarz, 33:11 F. Góralczyk, 43:30 Feter, 49:27 Chowaniec, 51:10 Obłój, 58:04 Kacik

Rozhodčí: Filip (TCH), Izumisawa (JPN)

Vyloučení: 5:7 + F. Góralczyk na 10 min.
Rumunsko: Dumitraş, Morar – Varga, Ionita, Doru Tureanu, Sginca – Basa, Huţanu, Pana – Ştefanov, Kalamar, Gheorghiu – Hergelegiu, Florescu, Texe – Axinte, Costea.
Polsko: Walery Kosyl, Henryk Wojtynek – Robert Góralczyk, Ludwik Czachowski, Marian Feter, Stanisław Fryźlewicz, Adam Kopczyński, Jerzy Potz – Feliks Góralczyk, Wiesław Tokarz, Tadeusz Obłój – Tadeusz Kacik, Jan Mrugała, Walenty Ziętara – Józef Batkiewicz, Leszek Tokarz, Stefan Chowaniec
 USA –  NDR 6:5 (2:2, 0:1, 4:2)
29. března 1972 (19:30) – Bukurešť

Branky USA: 2:46 Irving, 16:50 Sheehy, 40:16 Krieger, 44:43 Sarner, 56:48 Brown, 59:40 Ftorek

Branky NDR: 1:22 Slapke, 5:32 R. Peters, 30:19 Noack, 49:22 Braun, 51:56 Slapke

Rozhodčí: Adam (TCH), Hegedus (YUG)

Vyloučení: 8:5
USA: Watt, Brady – Brown, McGlynn, Rotsch, Christie, Cahoon, Kullen – Krieger, Sheehy, Peluso – Corkery, Hynes, McManama – Sarner, Robbie Ftorek, Irving.
NDR: Herzig, Hurbanek – Thomas, Karrenbauer, Dietmar Peters, Braun, Schur, Novy – Karger, Prusa, Schiller – Noack, Rainer Patschinski, R. Peters – Stasche, Peter Slapke, Bielas.
 Rumunsko –  NDR 3:8 (1:3, 2:2, 0:3)
30. března 1972 (11:00) – Bukurešť

Branky Rumunska: 18:31 Hergelegiu, 28:47 Varga, 36:40 Varga

Branky NDR: 5:01 Slapke, 5:58 Braun, 16:53 D. Peters, 20:10 Karger, 38:19 Patschinski, 40:09 D. Peters, 45:55 Braun, 56:00 Braun

Rozhodčí: Fischer (NOR), Izumisawa (JPN)

Vyloučení: 3:5
Rumunsko: Dumitraş, Morar – Varga, Ionita, Doru Tureanu, Fagaras, Hergelegiu, Sginca – Basa, Huţanu, Pana – Ştefanov, Kalamar, Gheorghiu – Axinte, Szabo, Mcostea.
NDR: Herzig, Hurbanek – Thomas, Karrenbauer, Dietmar Peters, Braun, Schur, Novy – Karger, Prusa, Nickel – Noack, Rainer Patschinski, R. Peters – Stasche, Peter Slapke, Bielas.
 Polsko –  Jugoslávie 5:3 (0:0, 4:2, 1:1)
30. března 1972 (17:00) – Bukurešť

Branky Polska: 21:47 Ziętara, 28:21 Tokarz, 30:41 R. Góralczyk, 36:38 Chowaniec, 44:05 Tokarz

Branky Jugoslávie: 21:23 R. Hiti, 26:23 G. Hiti, 49:16 G. Hiti

Rozhodčí: Adam (TCH), Pianfetti (FRA)

Vyloučení: 3:1
Polsko: Walery Kosyl, Henryk Wojtynek – Wiesław Karłowski, Ludwik Czachowski, Marian Feter, Stanisław Fryźlewicz, Adam Kopczyński, Jerzy Potz – Tadeusz Obłój, Robert Góralczyk, Feliks Góralczyk – Tadeusz Kacik, Jan Mrugała, Walenty Ziętara – Józef Batkiewicz, Leszek Tokarz, Stefan Chowaniec.
Jugoslávie: Anton Jože Gale, Rudi Knez – Viktor Ravnik, Ivo Jan, Bogomir Jan, Košir, Vlado Jug, Drago Savič – Rudi Hiti, Roman Smolej, Gorazd Hiti – Beravs, Silvo Poljanšek, Viktor Tišlar – Janez Puterle, Štefan Seme, Boris Renaud.
 USA –  Norsko 5:1 (1:0, 2:1, 2:0)
30. března 1972 (19:30) – Bukurešť

Branky USA: 8:21 Ftorek, 23:31 Hynes, 35:09 Sarner, 56:40 Ftorek, 59:55 Kenty

Branky Norska: 30:31 Thon

Rozhodčí: Filip (TCH), Korczyk (POL)

Vyloučení: 5:4
USA: Watt, Eberley – Brown, McGlynn, Rotsch, Kenty, Godfrey, Kullen – Krieger, Sheehy, Peluso – Corkery, Hynes, McManama – Sarner, Robbie Ftorek, Irving.
Norsko: Ostensen, Wahlberg – Berg, Martinsen, B. Johansen, B. Jansen, Kinder, Steen – Roymark, Thon, Sethereng - Pedersen, Haagensen, Mikkelsen – V. Johansen, R. Jansen, Kristensen.
 Jugoslávie –  Norsko 11:5 (5:1, 0:1, 6:3)
1. dubna 1972 (11:00) – Bukurešť

Branky Jugoslávie: 3:09 Jug, 12:11 Košir, 12:37 Tišlar, 17:31 Beravs, 19:25 R. Hiti, 41:14 G. Hiti, 48:09 R. Smolej, 49:25 R. Hiti, 52:47 G. Hiti, 58:31 M. Jan, 59:58 G. Hiti

Branky Norska: 9:58 Nilsen, 35:58 Bjölbakk, 53:20 Haagensen, 58:09 Haagensen, 59:19 Martinsen

Rozhodčí: Jahn (USA), Valentin (AUT)

Vyloučení: 2:2
Jugoslávie: Anton Jože Gale, Rudi Knez – Viktor Ravnik, Ivo Jan, Bogomir Jan, Košir, Vlado Jug, Drago Savič – Rudi Hiti, Roman Smolej, Gorazd Hiti – Franci Žbontar, Albin Felc, Viktor Tišlar – Milan Jan, Boris Renaud, Beravs.
Norsko: Ostensenm, Wahlberg – Kinder, B. Jansen, Thon, Steen, Berg, Martinsen – Roymark, Nilsen, Sethereng - Bjölbakk, Haagensen, Mikkelsen – Pedersen, R. Jansen, B. Johansen.
 Rumunsko –  Japonsko 10:3 (3:1, 3:1, 4:1)
1. dubna 1972 (17:00) – Bukurešť

Branky Rumunska: 2:20 Gheorghiu, 9:09 Fodorea, 14:04 Fodorea, 30:20 Fodorea, 34:17 Tureanu, 34:52 Ionita , 53:04 Huţanu, 53:34 Huţanu, 57:34 Basa, 59:29 Tureanu

Branky Japonska: 6:55 Hoshimo, 27:28 Kyoya, 53:04 Kakihara

Rozhodčí: Filip (TCH), Pianfetti (FRA)

Vyloučení: 2:2
Rumunsko: Dumitraş, Morar – Varga, Ionita, Doru Tureanu, Fagaras, Sginca, Costea – Basa, Huţanu, Pana – Ştefanov, Kalamar, Gheorghiu – Hergelegiu, Szabo, Fodorea.
Japonsko: Misawa, Kajikawa – Hori, Tsuburai, Nakayama, Yamazaki, Nakamura, Kuroda – Kyoya, Kakihara, Takagi – Ito, Honma, Sakurai – Hoshimo, Iwamoto,Tanaka.
 Polsko –  USA 6:5 (3:0, 0:2, 3:3)
1. dubna 1972 (19:30) – Bukurešť

Branky Polska: 3:50 Kacik, 4:20 Mrugala, 13:57 Tokarz, 43:44 R. Góralczyk, 44:21 Kacik, 54:45 Tokarz

Branky USA: 37:27 Krieger, 39:27 Ftorek, 42:16 Sheehy, 50:45 Krieger, 51:31 Hynes

Rozhodčí: Fischer (NOR), Adam (TCH)

Vyloučení: 1:5
Polsko: Walery Kosyl, Henryk Wojtynek – Ludwik Czachowski, Robert Góralczyk, Marian Feter, Stanisław Fryźlewicz, Adam Kopczyński, Jerzy Potz – Jan Mrugała, Karol Żurek, Tadeusz Obłój – Walenty Ziętara, Józef Słowakiewicz, Tadeusz Kacik – Józef Batkiewicz, Leszek Tokarz, Wiesław Tokarz.
USA: Watt, Eberley – Brown, McGlynn, Rotsch, Kenty, Christie, Kullen – Krieger, Sheehy, Peluso – Corkery, Hynes, McManama – Sarner, Robbie Ftorek, Irving.
 Japonsko –  Jugoslávie 6:3 (3:0, 2:2, 1:1)
2. dubna 1972 (14:00) – Bukurešť

Branky Japonska: 1:34 Hori, 12:00 Yamazaki, 14:30 Tanaka, 25:15 Kakihara, 25:36 Honma, 58:46 Matsuda

Branky Jugoslávie: 22:25 M. Jan, 26:30 I. Jan, 57:20 Renaud

Rozhodčí: Filip (TCH), Pianfetti (FRA)

Vyloučení: 3:4
Japonsko: Kajikawa, Misawa – Kuroda, Hori, Yamazaki, Nakayama, Tsuburai, Nakamura – Matsuda, Iwamoto, Hoshimo – Kyoya, Honma, Ito – Takagi, Kakihara, Tanaka.
Jugoslávie: Anton Jože Gale, Rudi Knez – Viktor Ravnik, Ivo Jan, Bogomir Jan, Košir, Vlado Jug], Drago Savič – Rudi Hiti, Roman Smolej, Gorazd Hiti – Beravs, Albin Felc, Viktor Tišlar – Janez Puterle, Milan Jan, Boris Renaud.
 Rumunsko –  USA 2:4 (2:4, 0:0, 0:0)
2. dubna 1972 (17:00) – Bukurešť

Branky Rumunska: 5:48 Pana, 12:39 Pana

Branky USA: 4:57 Hynes, 10:33 Christie, 11:53 Krieger, 14:28 Sarner

Rozhodčí: Valentin (AUT), Hegedus (YUG)

Vyloučení: 3:6 + Christie na 5 min.
Rumunsko: Dumitraş, Morar – Varga, Ionita, Doru Tureanu, Fagaras, Sginca, Costea – Basa, Huţanu, Pana – Ştefanov, Florescu, Gheorghiu – Hergelegiu, Szabo, Fodorea.
USA: Watt, Eberley – Brown, McGlynn, Cahoon, Rotsch, Christie, Kullen – Krieger, Sheehy, Peluso – Corkery, Hynes, McManama – Sarner, Robbie Ftorek, Irving
 Polsko –  NDR 3:2 (2:2, 1:0, 0:0)
2. dubna 1972 (19:30) – Bukurešť

Branky Polska: 7:46 Ziętara, 15:42 Kacik, 34:30 Tokarz

Branky NDR: 2:54 Nickel, 5:16 Schiller

Rozhodčí: Izumisawa (JPN), Adam (TCH)

Vyloučení: 1:2
Polsko: Walery Kosyl, Henryk Wojtynek – Ludwik Czachowski, Robert Góralczyk, Marian Feter, Stanisław Fryźlewicz, Adam Kopczyński, Jerzy Potz – Jan Mrugała, Karol Żurek, Tadeusz Obłój – Walenty Ziętara, Józef Słowakiewicz, Tadeusz Kacik – Józef Batkiewicz, Leszek Tokarz, Wiesław Tokarz.
NDR: Herzig, Hurbanek – Thomas, Karrenbauer, Dietmar Peters, Braun, Schur, Novy – Stasche, Prusa, Schiller – Noack, Rainer Patschinski, Nickel – Huschto, Peter Slapke, Bielas.

## MS Skupina C
|    |            | AUT | ITA | CHN | BUL | HUN  | DEN  | NED | V | R | P | Skóre | B  |
| 1. | Rakousko   | *** | 3:1 | 2:2 | 4:2 | 4:3  | 4:2  | 4:2 | 5 | 1 | 0 | 21:12 | 11 |
| 2. | Itálie     | 1:3 | *** | 7:1 | 6:2 | 6:6  | 8:0  | 3:1 | 4 | 1 | 1 | 31:13 | 9  |
| 3. | Čína       | 2:2 | 1:7 | *** | 4:3 | 3:3  | 6:1  | 3:4 | 2 | 2 | 2 | 19:20 | 6  |
| 4. | Bulharsko  | 2:4 | 2:6 | 3:4 | *** | 6:2  | 2:0  | 5:3 | 2 | 2 | 2 | 20:19 | 6  |
| 5. | Maďarsko   | 3:4 | 6:6 | 3:3 | 2:6 | ***  | 11:4 | 6:1 | 2 | 2 | 2 | 31:24 | 6  |
| 6. | Dánsko     | 2:4 | 0:8 | 1:6 | 0:2 | 4:11 | ***  | 4:2 | 1 | 0 | 5 | 11:33 | 2  |
| 7. | Nizozemsko | 2:4 | 1:3 | 4:3 | 3:5 | 1:6  | 2:4  | *** | 1 | 0 | 5 | 13:25 | 2  |

 Maďarsko –  Dánsko	11:4 (1:1, 4:0, 6:3) 
3. března 1972 – Miercurea-Ciuc

Branky Maďarska: 1:34 Mészöly, 21:55 Mészöly, 23:43 Galambos, 26:45 Havrán, 27:10 Kereszty, 46:25 Havrán, 47:29 Balint, 48:16 Bikar, 48:33 Deák, 48:50 Havrán, 56:58 Menyhárt

Branky Dánska: 0:31 Hviid, 49:02 B. Hansen, 51:30 Skou, 52:56 Søndergaard

Rozhodčí: Zaalberg (NED), Berloffa (ITA)

Vyloučení: 1:2

Využití přesilovek: 1:0

Branky v oslabení: 1:0
Maďarsko: Vedres – Gogolak, Enyedi, Krasznai, Treplán, Széles, Bánkuti – Kereszty, Mészöly, Havrán – Balint, Galambos, Menyhárt – Pöth, Bikar, Deák.
Dánsko: B. Hansen (Volf) – Sørensen, Lund-Andersen, S. Andersson, H. Møller, Holten-Møller, T. Petersen – Hviid, Fabricius, Kahl – B. Hansen, C. Nielsen, Søndergaard – Terkildsen, Skou, Degn.

 Bulharsko –  Čína	3:4 (2:2, 0:0, 1:2) 
3. března 1972 – Miercurea-Ciuc

Branky Bulharska: 1:36 Kalev, 19:32 E. Michajlov, 50:20 I. Atanasov

Branky Číny: 16:21 (Cheng Ke, 18:58 Sheng Ke-Tsien, 44:39 Li Chih-Hsien, 51:44 Chin Heng-Chi

Rozhodčí: Haidinger (AUT), Elley (DEN)

Vyloučení: 5:1

Využití přesilovek: 0:2
Bulharsko: Radev – Krastinov, T. Lesev, G. Iliev, I. Penelov, Mečkov, N. Petrov – E. Michajlov, M. Atanasov, N. Michajlov – I. Bačvarov, Kalev, Gerasimov – Nenov, I. Atanasov, Veličkov.
Čína: Wang Chin-An (Kuo Hung) – Cheng Ke, Chang Ying-Hu, Li Wen-Hung, Huang Pen-Fa, Hsu Fu, Chin Heng-Chi – Li Feng-Chi, Pi Chun-Hua, Wang Kuo-Shih – Yu Tsai-Chou, Chang Te-Yi, Sheng Ke-Tsien – Chen Shang-Ping, Li Chih-Hsien, Cheng Yung-Ming.
 Rakousko –  Dánsko		4:2 (1:0, 2:1, 1:1) 
4. března 1972 – Miercurea-Ciuc

Branky Rakouska: 1.29 Puschnig, 21:49 Kalt, 31:15 Puschnig, 59:07 Her. Gasser

Branky Dánska: 30:26 Kahl, 41:48 Uldall

Rozhodčí: Baader (GER), Tasnadi (ROM)

Vyloučení: 4:5

Využití přesilovek: 2:0
Rakousko: Pregl – Felfernig, Znenahlik, Hausner, Felsecker, Keil – Kalt, Sepp Puschnig, Samonig – Zahradnicek, Weingärtner, Schwitzer – Zini, Her. Gasser, Mörtl – Voves.
Dánsko: B. Hansen (Volf) – Sørensen, Lund-Andersen, S. Andersson, H. Møller, Holten-Møller, T. Petersen – Hviid, Fabricius, Kahl – B. Hansen, C. Nielsen, Søndergaard – Terkildsen, Skou, Uldall.
 Itálie –  Nizozemsko	3:1 (2:0, 0:1, 1:0) 
4. března 1972 – Miercurea-Ciuc

Branky Itálie: 8:48 Gallo, 15:24 Savaris, 58:18 Benvenuti

Branky Nizozemska: 24:46 Christiaans

Rozhodčí: Ujfalussy (HUN), Popov (BUL)

Vyloučení: 11:9 + Gallo na 10 min.

Využití přesilovek: 0:1
Itálie: Viale – Verocai, G. Constantini, Brugnoli, Gallo, Vattai, Mair – Ghedina, A. da Rin, Mastel – Savaris, Insam, R. de Toni – Hub. Gasser, Benvenuti, S. de Toni.
Nizozemsko: Göbel – Kok, Talsma, van Dun, Christiaans, de Groot, van den Broek – de Heer, Krikke, van Veghel – Wijlemans, R. Hagendoorn, Schaffer – Burg, Frenken, Roomer.
 Itálie –  Bulharsko	6:2 (1:1, 2:0, 3:1) 
5. března 1972 – Miercurea-Ciuc

Branky Itálie: 17:48 Verocai, 22:05 R. de Toni, 30:07 Benvenuti, 42:01 Benvenuti, 46:03 A. da Rin, 51:18 Insam

Branky Bulharska: 16:17 Kalev, 59:36 Krastinov

Rozhodčí: Baader (GER), Tasnadi (ROM)

Vyloučení: 9:6 + Krastinov na 5 a G. Iliev na 10 min.

Využití přesilovek: 3:2
Itálie: Viale – Verocai, G. Constantini, Brugnoli, Gallo, Vattai, Mair – Savaris, A. da Rin, Mastel – S. de Toni, Insam, R. de Toni – Hub. Gasser, Benvenuti, Refatti.
Bulharsko: Radev – Krastinov, T. Lesev, G. Iliev, I. Penelov, Mečkov, N. Petrov – E. Michajlov, M. Atanasov, N. Michajlov – I. Bačvarov, Kalev, Gerasimov – Nenov, I. Atanasov, Veličkov.
 Čína –  Nizozemsko	3:4 (2:0, 0:2, 1:2) 
5. března 1972 – Miercurea-Ciuc

Branky Číny: 5:03 Wang Kuo-Shih, 7:02 Li Feng-Chi, 53:05 Li Feng-Chi

Branky Nizozemska: 27:30 de Heer, 36:20 Krikke, 41:20 Schaffer, 51:03 R. Hagendoorn

Rozhodčí: Haidinger (AUT), Elley (DEN)

Vyloučení: 1:3

Využití přesilovek: 0:0
Čína: Kuo Hung (Wang Chin-An) – Li Wen-Hung, Huang Pen-Fa, Cheng Ke, Chang Ying-Hu, Hsu Fu, Chin Heng-Chi – Chen Shang-Ping, Li Chih-Hsien, Cheng Yung-Ming – Yu Tsai-Chou, Chang Te-Yi, Sheng Ke-Tsien – Li Feng-Chi, Pi Chun-Hua, Wang Kuo-Shih.
Nizozemsko: Göbel – Kok, van der Borg, van Dun, Christiaans, de Groot, van den Broek – de Heer, Krikke, van Veghel – Wijlemans, R. Hagendoorn, Schaffer – Burg, Frenken, Roomer.
 Rakousko –  Nizozemsko	4:2 (2:1, 1:0, 1:1) 
6. března 1972 – Miercurea-Ciuc

Branky Rumunska: 14.01 Puschnig, 15.19 Znenahlik, 29.15 Felsecker, 49.18 Her. Gasser

Branky Nizozemska: 4.08 de Heer, 53.22 de Heer

Rozhodčí: Berloffa (ITA), Elley (DEN)

Vyloučení: 1:7

Využití přesilovek: 0:0
Rakousko: Klaus – Felfernig, Znenahlik, Hausner, Felsecker – Moser, Sepp Puschnig, Höller – Zahradnicek, Weingärtner, Schwitzer – Zini, Her. Gasser, Mörtl – Voves, Henner.
Nizozemsko: Göbel – Kok, Talsma, van Dun, Christiaans, de Groot, van den Broek – de Heer, Krikke, van Veghel – Wijlemans, R. Hagendoorn, Schaffer – Verboom, Frenken, Roomer.
 Čína –  Dánsko	6:1 (3:1, 3:0, 0:0) 
6. března 1972 – Miercurea-Ciuc

Branky Číny: 0:27 Chen Shang-Ping, 11:22 Wang Kuo-Shih, 19:24 Chin Heng-Chi, 33:53 Li Chih-Hsien, 34:52 Pi Chun-Hua, 35:36 Cheng Yung-Ming

Branky Dánska: 16:07 Skou

Rozhodčí: Haidinger (AUT), Tasnadi (ROM)

Vyloučení: 1:1

Využití přesilovek: 0:0
Čína: Kuo Hung (Wang Chin-An) – Li Wen-Hung, Huang Pen-Fa, Cheng Ke, Chang Ying-Hu, Hsu Fu, Chin Heng-Chi – Chen Shang-Ping, Li Chih-Hsien, Cheng Yung-Ming – Yu Tsai-Chou, Chang Te-Yi, Sheng Ke-Tsien – Li Feng-Chi, Pi Chun-Hua, Wang Kuo-Shih.
Dánsko: B. Hansen (Volf) – Sørensen, Lund-Andersen, S. Andersson, H. Møller, Holten-Møller, T. Petersen – Hviid, Fabricius, Kahl – B. Hansen, C. Nielsen, Søndergaard – Terkildsen, Skou, Uldall.
 Maďarsko –  Bulharsko	2:6 (0:0, 0:2, 2:4) 
6. března 1972 – Miercurea-Ciuc

Branky Maďarska: 58:29 Kereszty, 59:21 Menyhárt

Branky Bulharska: 23:46 Kalev, 32:46 I. Penelov, 45:17 Kalev, 47:25 Nenov, 50:55 I. Penelov, 57:15 E. Michajlov

Rozhodčí: Baader (GER), Zaalberg (NED)

Vyloučení: 5:4

Využití přesilovek: 0:3
Maďarsko: Vedres – Závory, Enyedi, Krasznai, Treplán, Széles, Bánkuti – Pöth, Bikar, Deák – Kereszty, Mészöly, Havrán – Balint, Galambos, Menyhárt.
Bulharsko: Radev – Krastinov, T. Lesev, G. Iliev, I. Penelov, Mečkov, N. Petrov – E. Michajlov, M. Atanasov, N. Michajlov – I. Bačvarov, Stojlov, M. Dimov – Nenov, Kalev, Veličkov.
 Bulharsko –  Nizozemsko	5:3 (2:0, 2:2, 1:1) 
8. března 1972 – Miercurea-Ciuc

Branky Bulharska: 4:40 M. Dimov, 10:39 Nenov, 31:04 Mečkov, 33:38 I. Bačvarov, 43:58 Veličkov

Branky Nizozemska: 28:08 de Heer, 36:20 van Veghel, 54:45 de Heer

Rozhodčí: Berloffa (ITA), Ujfalussy (HUN)

Vyloučení: 4:7

Využití přesilovek: 0:1
Bulharsko: Zezelkov – Krastinov, T. Lesev, G. Iliev, I. Penelov, Mečkov, N. Petrov – M. Dimov, M. Atanasov, N. Michajlov – I. Bačvarov, Kalev, Gerasimov – Nenov, Stojlov, Veličkov.
Nizozemsko: Göbel – Kok, Talsma, van Dun, Christiaans, de Groot, van den Broek – de Heer, Krikke, van
Veghel – Wijlemans, R. Hagendoorn, Schaffer – Verboom, Frenken, Roomer.
 Itálie –  Čína	7:1 (1:1, 5:0, 1:0) 
8. března 1972 – Miercurea-Ciuc

Branky Itálie: 1:22 R. de Toni, 28:36 Savaris, 31:41 S. de Toni, 33:41 Savaris, 37:12 Hub. Gasser, 38:08 Brugnoli, 42:02 S. de Toni

Branky Číny: 15:41 Cheng Yung-Ming

Rozhodčí: Elley (DEN), Haidinger (AUT)

Vyloučení: 4:1 + A. da Rin na 10 min.

Využití přesilovek: 1:0

Branky v oslabení: 1:0
Itálie: Viale – Verocai, G. Constantini, Brugnoli, Gallo, Vattai, Mair – Savaris, A. da Rin, Mastel – S. de Toni, Insam, R. de Toni – Hub. Gasser, Benvenuti, Refatti.
Čína: Wang Chin-An (Kuo Hung) – Cheng Ke, Chang Ying-Hu, Li Wen-Hung, Huang Pen-Fa, Hsu Fu, Chin Heng-Chi – Li Feng-Chi, Pi Chun-Hua, Wang Kuo-Shih – Yu Tsai-Chou, Chang Te-Yi, Sheng Ke-Tsien – Chen Shang-Ping, Li Chih-Hsien, Cheng Yung-Ming.
 Rakousko –  Maďarsko	4:3 (1:0, 2:2, 1:1) 
8. března 1972 – Miercurea-Ciuc

Branky Rakouska: 18:43 Puschnig, 22:06 Felfernig, 30:14 Hausner, 44:39 Mörtl

Branky Maďarska: 25:50 Enyedi, 29:11 Bikar, 40:09 Menyhárt

Rozhodčí: Baader (GER), Zaalberg (NED)

Vyloučení: 5:2

Využití přesilovek: 2:1
Rakousko: Pregl – Felfernig, Znenahlik, Hausner, Felsecker, Keil – Kalt, Sepp Puschnig, Höller – Zahradnicek, Weingärtner, Schwitzer – Zini, Her. Gasser, Mörtl – Voves.
Maďarsko: Vedres – Széles, Bánkuti, Krasznai, Treplán, Gogolák, Enyedi – Balint, Galambos, Menyhárt – Kereszty, Mészöly, Havrán – Pöth, Bikar, Deák.
 Itálie –  Dánsko	8:0 (4:0, 2:0, 2:0) 
9. března 1972 – Miercurea-Ciuc

Branky Itálie: 1.31 Insam, 7.32 Savaris, 10.27 Benvenuti, 11:26 Hub. Gasser, 30.38 Mair, 33.18 Savaris, 43.15 Refatti, 53:51 Benvenuti

Branky Dánska: nikdo

Rozhodčí: Tasnadi (ROM), Popov (BUL)

Vyloučení: 1:6 + Fabricius na 10 min.

Využití přesilovek: 2:0
Itálie: Viale – Verocai, G. Constantini, Brugnoli, Gallo, Vattai, Mair – Savaris, A. da Rin, Mastel – S. de Toni, Insam, R. de Toni – Hub. Gasser, Benvenuti, Refatti.
Dánsko: B. Hansen (Volf) – Sørensen, Lund-Andersen, S. Andersson, H. Møller, Holten-Møller, T. Petersen – Hviid, Fabricius, Kahl – Halberg, C. Nielsen, Søndergaard – Terkildsen, Skou, Degn.
 Maďarsko –  Nizozemsko	6:1 (1:1, 4:0, 1:0) 
9. března 1972 – Miercurea-Ciuc

Branky Maďarska: 19:31 Kereszty, 25:20 Havrán, 26:41 Krasznai, 35:39 Balint, 37:10 Mészöly, 44:33 Havrán

Branky Nizozemska: 10:30 Wijlemans

Rozhodčí: Berloffa (ITA), Haidinger (AUT)

Vyloučení: 3:8 + Treplán, Enyedi, Bánkuti, Deák, Fodor (HUN), Roomer 2x, Wiljemans, de Heer, Krikke a van Veghel (NED) na 10 min.

Využití přesilovek: 1:0
Maďarsko: Balogh – Gogolák, Enyedi, Krasznai, Treplán, Széles, Bánkuti – Pöth, Bikar, Deák – Kereszty, Mészöly, Havrán – Balint, Fodor, Menyhárt.
Nizozemsko: Göbel – van der Borg, Talsma, van Dun, Christiaans, de Groot, van den Broek – de Heer, Krikke, van Veghel – Wijlemans, R. Hagendoorn, Schaffer – Verboom, Frenken, Roomer.
 Rakousko –  Bulharsko	4:2 (1:0, 2:2, 1:0) 
9. března 1972 – Miercurea-Ciuc

Branky Rakouska: 15:27 Mörtl, 26:38 Her. Gasser, 31:19 Her. Gasser, 52:07 Kalt

Branky Bulharska: 27:11 Kalev, 39:24 G. Iliev

Rozhodčí: Baader (GER), Elley (DEN)

Vyloučení: 0:0
Rakousko: Pregl – Felfernig, Znenahlik, Hausner, Keil, Felsecker – Kalt, Sepp Puschnig, Höller – Zini, Her. Gasser, Mörtl – Moser, Voves, Henner – Samonig.
Bulharsko: Radev – G. Iliev, I. Penelov, Krastinov, T. Lesev, Mečkov, N. Petrov – N. Michajlov, I. Atanasov, Gerasimov – I. Bačvarov, Kalev, M. Dimov – Nenov, Stojlov, Veličkov.
 Dánsko –  Nizozemsko	4:2 (2:0, 0:0, 2:2) 
11. března 1972 – Miercurea-Ciuc

Branky Dánska: 1:40 Kahl, 15:39 Terkildsen, 53:24 Kahl, 58:40 Hviid

Branky Nizozemska: 49:06 van Dun, 56:02 van den Broek

Rozhodčí: Berloffa (ITA), Haidinger (AUT)

Vyloučení: 3:5

Využití přesilovek: 1:0
Dánsko: B. Hansen (Volf) – Sørensen, Lund-Andersen, S. Andersson, Uldall, Holten-Møller, T. Petersen – Hviid, Fabricius, Kahl – Søndergaard, C. Nielsen, B. Hansen – Terkildsen, Skou, Degn.
Nizozemsko: Göbel – Kok, Talsma, van Dun, Christiaans – van den Broek, de Groot, Dhijghuisen – Burg, R. Hagendoorn, Schaffer – Verboom, Frenken, van der Borg.
 Rakousko –  Čína 2:2 (2:0, 0:1, 0:1) 
11. března 1972 – Miercurea-Ciuc

Branky Rakouska: 7:14 Schwitzer, 13:40 Schwitzer

Branky Číny: 34:58 Cheng Yung-Ming, 54:47 Cheng Yung-Ming

Rozhodčí: Zaalberg (NED), Tasnadi (ROM)

Vyloučení: 2:1

Využití přesilovek: 0:0
Rakousko: Klaus – Felfernig, Znenahlik, Hausner, Felsecker, Keil – Kalt, Sepp Puschnig, Her. Gasser – Zahradnicek, Weingärtner, Schwitzer – Moser, Voves, Mörtl – Henner.
Čína: Wang Chin-An (Kuo Hung) – Cheng Ke, Wang Chun-Hsien, Li Wen-Hung, Huang Pen-Fa, Hsu Fu, Chin Heng-Chi – Li Feng-Chi, Pi Chun-Hua, Wang Teng-Chi – Yu Tsai-Chou, Chen Shang-Ya, Sheng Ke-Tsien – Chen Shang-Ping, Li Chih-Hsien, Cheng Yung-Ming.
 Itálie –  Maďarsko	6:6 (3:4, 1:2, 2:0) 
11. března 1972 – Miercurea-Ciuc

Branky Itálie: 1:56 R. de Toni, 5.19 Savaris, 16:46 Savaris, 40:00 Brugnoli, 40:39 Brugnoli, 53:05 Benvenuti

Branky Maďarska: 3:23 Pöth, 8:20 Balint, 13:10 Bikar, 17:22 Menyhárt, 29:46 Menyhárt, 31:46 Havrán

Rozhodčí: Baader (GER), Elley (DEN)

Vyloučení: 7:2

Využití přesilovek: 0:2
Itálie: Viale – Verocai, G. Constantini, Brugnoli, Gallo, Vattai, Mair – Savaris, A. da Rin, Mastel – S. de Toni, Insam, R. de Toni – Hub. Gasser, Benvenuti, Refatti.
Maďarsko: Vedres (53:06 Balogh) – Gogolák, Krasznai, Závory, Széles – Kereszty, Mészöly, Havrán – Balint, Galambos, Menyhárt – Pöth, Bikar, B. Zsitva.
 Maďarsko –  Čína	3:3 (2:0, 0:2, 1:1) 
12. března 1972 – Miercurea-Ciuc

Branky Maďarska: 10.44 Menyhárt, 11.41 Galambos, 48.48 Havrán

Branky Číny: 22.32 Sheng Ke-Tsien, 27.25 Li Feng-Chi, 53.09 Chin Heng-Chi

Rozhodčí: Haidinger (AUT), Elley (DEN)

Vyloučení: 0:0
Maďarsko: Balogh (Vedres) – Gogolák, Krasznai, Závory, Enyedi, Széles, Bánkuti – Balint, Galambos, Menyhárt – Fodor, Bikar, Deák – Kereszty, Mészöly, Havrán.
Čína: Wang Chin-An (Kuo Hung) – Cheng Ke, Wang Chun-Hsien, Li Wen-Hung, Huang Pen-Fa, Hsu Fu, Chin Heng-Chi – Li Feng-Chi, Pi Chun-Hua, Wang Teng-Chi – Yu Tsai-Chou, Chang Te-Yi, Sheng Ke-Tsien – Chen Shang-Ping, Li Chih-Hsien, Cheng Yung-Ming.
 Bulharsko –  Dánsko	2:0 (0:0, 0:0, 2:0) 
12. března 1972 – Miercurea-Ciuc

Branky Bulharska: 54.39 Kalev, 58.33 Gerasimov.

Branky Dánska: nikdo

Rozhodčí: Berloffa (ITA), Tasnadi (ROM)

Vyloučení: 2:3

Využití přesilovek: 0:0
Bulharsko: Radev – G. Iliev, I. Penelov, Krastinov, T. Lesev, N. Petrov – I. Bačvarov, E. Michajlov, Gerasimov – N. Michajlov, I. Atanasov, M. Dimov – Nenov, Kalev, Veličkov – Stojlov.
Dánsko: Volf (B. Hansen) – Sørensen, Uldall, S. Andersson, Lund-Andersen, Holten-Møller – Hviid, Fabricius, Kahl – Søndergaard, C. Nielsen, B. Hansen – Terkildsen, Skou, Degn – Halberg.
 Rakousko –  Itálie	3:1 (2:0, 0:1, 1:0) 
12. března 1972 – Miercurea-Ciuc

Branky Rakouska: 5:28 Felfernig, 12:38 Kalt, 44:07 Weingärtner

Branky Itálie: 39:06 Insam

Rozhodčí: Zaalberg (NED), Baader (GER)

Vyloučení: 1:5 + Kalt na 5 a Gallo na 10 min.

Využití přesilovek: 1:0
Rakousko: Pregl – Felfernig, Znenahlik, Hausner, Felsecker, Keil – Kalt, Sepp Puschnig, Her. Gasser – Zahradnicek, Weingärtner, Schwitzer – Zini, Henner, Mörtl – Samonig.
Itálie: Viale – Brugnoli, Gallo, Verocai, G. Constantini, Vattai, Mair – Savaris, A. da Rin, Mastel – S. de Toni, Insam, R. de Toni – Hub. Gasser, Benvenuti, Refatti.